# Excalibur (album)
 (novembre 2023).
Si vous disposez d'ouvrages ou d'articles de référence ou si vous connaissez des sites web de qualité traitant du thème abordé ici, merci de compléter l'article en donnant les références utiles à sa vérifiabilité et en les liant à la section « Notes et références ».
Albums de Grave Digger
Knights of the Cross The Grave Digger
Excalibur est le septième album studio du groupe de power metal allemand Grave Digger. Sorti en septembre 1999, il a pour thème la légende du Roi Arthur et des Chevaliers de la Table Ronde.

## Composition du groupe
- Chris Boltendhal : chant
- Uwe Lulis : guitare
- Jens Becker : basse
- Hans Peter Katzenburg : claviers
- Stefan Arnold : batterie

## Guests
- Eric Fish (Subway to Sally) = cornemuse, whistles
- Balin Bodenski (Subway To Sally) = drehleier

## Liste des chansons de l'album
1. The Secrets Of Merlin
2. Pendragon
3. Excalibur
4. The Round Table (Forever)
5. Morgane Le Fay
6. The Spell
7. Tristan's Fate
8. Lancelot
9. Mordred's Song
10. The Final War
11. Emerald Eyes
12. Avalon
13. Parcival (bonus)